# Grand Prix du Morbihan 2025
Il Grand Prix du Morbihan 2025, quarantottesima edizione della corsa, valida come ventunesima prova dell'UCI ProSeries 2025 categoria 1.Pro e come undicesimo evento della Coppa di Francia 2025, si svolse il 10 maggio 2025 su un percorso di 190 km, con partenza e arrivo a Plumelec, in Francia. La vittoria fu appannaggio del francese Benoît Cosnefroy, il quale completò il percorso in 4h32'35", alla media di 41,822 km/h, precedendo i connazionali Kévin Vauquelin e Clément Venturini.
Sul traguardo di Plumelec 107 ciclisti, dei 130 partiti dalla medesima località, portarono a termine la competizione.

## Squadre e corridori partecipanti
| N.    | Cod. | Squadra                         |
| ----- | ---- | ------------------------------- |
| 1-7   | DAT  | Decathlon AG2R La Mondiale Team |
| 11-17 | GFC  | Groupama-FDJ                    |
| 21-26 | COF  | Cofidis                         |
| 31-37 | ARK  | Arkéa-B&B Hotels                |
| 42-47 | TBV  | Bahrain Victorious              |
| 51-57 | XAT  | XDS Astana Team                 |
| 61-67 | IWA  | Intermarché-Wanty               |
| 71-76 | MOV  | Movistar Team                   |
| 81-87 | TEN  | TotalEnergies                   |
| 91-97 | RKT  | Unibet Tietema Rockets          |

| N.      | Cod. | Squadra                           |
| ------- | ---- | --------------------------------- |
| 101-107 | CJR  | Caja Rural-Seguros RGA            |
| 111-117 | EUS  | Euskaltel-Euskadi                 |
| 121-127 | EKP  | Equipo Kern Pharma                |
| 131-137 | LOT  | Lotto                             |
| 141-147 | UXM  | Uno-X Mobility                    |
| 151-157 | Q36  | Q36.5 Pro Cycling Team            |
| 161-167 | UCN  | CIC-U-Nantes                      |
| 171-176 | VRR  | Van Rysel-Roubaix                 |
| 182-187 | AUB  | St Michel-Preference Home-Auber93 |
| 191-197 | NMC  | Nice Métropole Côte d'Azur        |

## Ordine d'arrivo (Top 10)
| Pos. | Corridore              | Squadra       | Tempo    |
| ---- | ---------------------- | ------------- | -------- |
| 1    | Benoît Cosnefroy       | Decathlon     | 4h16'26" |
| 2    | Kévin Vauquelin        | Arkéa         | s.t.     |
| 3    | Clément Venturini      | Arkéa         | s.t.     |
| 4    | Thomas Silva           | Caja Rural    | s.t.     |
| 5    | Pau Miquel             | Kern          | s.t.     |
| 6    | Émilien Jeannière      | TotalEnergies | s.t.     |
| 7    | Francisco Joel Peñuela | Caja Rural    | s.t.     |
| 8    | Joel Nicolau           | Caja Rural    | s.t.     |
| 9    | Fernando Barceló       | Caja Rural    | s.t.     |
| 10   | Ruben Guerreiro        | Movistar      | s.t.     |